# Walter Freitag
Walter Freitag (* 14. August 1889 in Remscheid; † 7. Juni 1958 in Herdecke) war ein deutscher Politiker (USPD, SPD) und Gewerkschaftsfunktionär.

## Kaiserreich
Walter Freitag war Sohn eines Schlossers und erlernte den Werkzeugdreherberuf. 1907 wurde er Gewerkschaftsmitglied und 1908 Mitglied der SPD.

## Revolution und Weimarer Republik
Geprägt von seiner Fronterfahrung während des Ersten Weltkriegs schloss sich Freitag 1917 der USPD an und war 1918 Mitglied des Remscheider Arbeiter- und Soldatenrates. Nach der Revolution war er Gewerkschaftssekretär in Remscheid und anschließend ab 1920 Bezirksleiter des Deutschen Metallarbeiterverbandes in Hagen. Er gehörte zu dem Teil der USPD, der eine Vereinigung mit der KPD ablehnte und 1922 sich wieder der SPD anschloss. 1931 wurde er zum Vorsitzenden des Unterbezirks Hagen-Schwelm der SPD gewählt. Anfang 1932 zog er in den Preußischen Landtag ein.

## Nationalsozialismus und Verfolgung
Noch zu Beginn des nationalsozialistischen Diktatur organisierte Freitag im April 1933 eine sozialdemokratische Funktionärsversammlung, die jedoch von der SA gewaltsam aufgelöst wurde. Trotz seiner sozialdemokratischen Vergangenheit wurde er nach Auflösung der Gewerkschaften gezwungen, für die „Deutsche Arbeitsfront“ weiter zu arbeiten. Freitag bestand im August 1933 auf seiner Entlassung und wurde daraufhin in das KZ Neusustrum bei Papenburg verschleppt, später wurde er in das KZ Lichtenburg verlegt. 1935 wurde Freitag aus der Haft entlassen, blieb aber, wie für Gewerkschaftsfunktionäre üblich, unter Polizeiaufsicht. Die Familie konnte sich mit einem kleinen Gemüsegeschäft von Freitags Frau über Wasser halten. Von einigen Gelegenheitsarbeiten abgesehen war Freitag bis 1941 arbeitslos. Danach fand er eine Anstellung als Pförtner, Wach- und Feuerwehrmann im Werk Hoerde des Dortmund-Hoerder Hüttenvereins.

## Nachkriegszeit

### Politik
Freitag war von 1946 bis 1949 ehrenamtlicher Landrat des Ennepe-Ruhr-Kreises und von 1946 bis 1950 Mitglied des Landtags von Nordrhein-Westfalen. Von 1949 bis 1953 gehörte er dem Deutschen Bundestag an. Er wurde im Bundestagswahlkreis Ennepe-Ruhr-Kreis II direkt gewählt.

### Gewerkschaftsarbeit
Nach dem Ende des Zweiten Weltkrieges arbeitete Freitag maßgeblich am Wiederaufbau der sozialdemokratischen Parteiorganisation im Ruhrgebiet, vor allem in Herdecke, mit. Er war einer der Mitbegründer der Metallarbeiter-Gewerkschaft, zu deren Vorsitzendem er 1946 gewählt wurde. Etwa in dieser Zeit war Freitag Vorsitzender der IG Metall im Siegerland. 1947 wurde er zusammen mit Wilhelm Petersen Vorsitzender der IG Metall für den Bereich britische Zone und das Land Bremen und ab 1948 in der Bizone. Seit 1950 teilte er sich mit Hans Brümmer den Vorsitz der IG Metall im Deutschen Gewerkschaftsbund (DGB). 1952 wurde er erneut auf diesem Posten bestätigt. Bis 1952 war Freitag zudem Mitglied im Beratenden Ausschuss der Europäischen Gemeinschaft für Kohle und Stahl.
Der Kampf um die Wiederaufrüstung und das Scheitern des DGB im Kampf um das Betriebsverfassungsgesetz brachte die IG Metall und damit Freitag in einen Gegensatz zum damaligen DGB-Vorsitzenden Christian Fette. 1952 spitzte sich die Auseinandersetzung zwischen Fette und Freitag auf dem Berliner DGB-Kongress zu. Freitag stürzte Fette am 17. Oktober mit Rückendeckung der IG Metall und wurde neuer Vorsitzender des DGB. Zu einer Radikalisierung der Gewerkschaftsbewegung kam es dabei nicht. Freitag verfolgte eine Politik des gewerkschaftlichen Pragmatismus. Er setzte insbesondere in den Tarifauseinandersetzungen mit den Arbeitgebern und in den Konflikten mit der Christlichen Gewerkschaftsbewegung mehr auf kooperative als auf konfrontative Strategien. Ihm gelang es jedoch nicht, den Gewerkschaften die öffentliche Aufmerksamkeit und Präsenz wiederzugeben, die der erste Vorsitzende Hans Böckler dem Dachverband verschafft hatte.
Spekulationen über einen Rücktritt aus gesundheitlichen Gründen nahmen bereits im Juni 1956 den Abschied Freitags vorweg. Am 6. Oktober 1956 wurde der bis dahin in der Öffentlichkeit kaum bekannte Willi Richter auf dem DGB-Kongress in Hamburg zu seinem Nachfolger gewählt. Diese Abwahl war im Hintergrund durch eine „junge Generation“ von Funktionären um den IG Metall-Vorsitzenden Otto Brenner inszeniert worden. Dadurch waren die Weichen für eine Neuausrichtung der Gewerkschaftspolitik auf das klassische Feld der Tarifpolitik gestellt und der Kampf für eine aktive Lohnpolitik sowie um eine verlängerte Urlaubs- und Arbeitszeit und um eine Lohnfortzahlung im Krankheitsfall aufgenommen worden.
Bis 1956 war Freitag Vizepräsident des Internationalen Bundes Freier Gewerkschaften. Er starb am 7. Juni 1958 an den Folgen eines Schlaganfalls. An der Beisetzung auf dem Friedhof Zeppelinstraße nahm Bundeskanzler Konrad Adenauer teil.

## Familie
Walter Freitag war verheiratet mit der am 17. Dezember 1890 in Cronenberg geborenen Paula Freitag. Aus der Ehe gingen drei Töchter hervor.